# Béla Zoltán
Béla Zoltán (1901-1982) fue un deportista húngaro que compitió en remo como timonel. Ganó una medalla de bronce en el Campeonato Europeo de Remo de 1931, en la prueba de ocho con timonel.

## Palmarés internacional
| Campeonato Europeo | Campeonato Europeo | Campeonato Europeo | Campeonato Europeo |
| Año                | Lugar              | Medalla            | Prueba             |
| ------------------ | ------------------ | ------------------ | ------------------ |
| 1931               | París (Francia)    | Medalla de bronce  | Ocho con timonel   |